# José Maria de Abreu Freire e Almeida
José Maria de Abreu Freire e Almeida (28 de Março de 1827 - antes de 1900), 2.º Visconde de Baçar, foi um juiz português.

## Família
Filho de João de Resende Valente de Sá e Abreu Freire, 4.º Senhor e Administrador do Vínculo de Morgado do Outeiro, em Avanca, Fidalgo da Casa Real e Capitão-Mor de Estarreja, e de sua mulher Maria/Margarida Miquelina de Almeida (9 de Janeiro de 1792 - ?), irmã do 1.º Visconde de Baçar, neto paterno de António de Pinho e Resende Valente, Fidalgo Cavaleiro da Casa Real, 3.º Senhor e Administrador do Vínculo de Morgado do Outeiro, em Avanca, e de sua mulher Ana Joaquina de Sá e Abreu Freire.

## Biografia
Era Fidalgo Cavaleiro da Casa Real por sucessão e Bacharel formado em Direito pela Faculdade de Direito da Universidade de Coimbra e, seguindo a Magistratura, chegou a Juiz de 1.ª Classe.
O título de 2.º Visconde de Baçar foi-lhe renovado por Decreto de D. Luís I de Portugal de 28 de Janeiro de 1871, isto é, no mesmo dia em que a seu tio materno concedia este título em duas vidas, concedeu-lhe, desde logo, a verificação imediata da segunda vida.
Não casou e não deixou descendentes.